# Milton B. Halsey

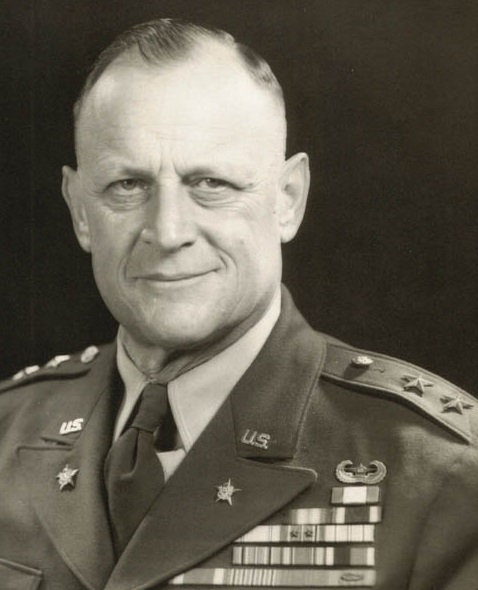
Milton Halsey (1946)

Milton Baldridge Halsey (* 6. März 1894 in Huntsville, Madison County, Alabama; † 24. Oktober 1990 im Monterey County, Kalifornien) war ein Generalmajor der United States Army.  Er war unter anderem Kommandeur der 97. Infanteriedivision.

## Leben
Milton Halsey war ein Sohn von Charles Henry Halsey Sr. (1850–1920) und dessen Frau Elizabeth Acklen (1858–1911). In den Jahren 1913 bis 1917 durchlief er die United States Military Academy in West Point. Nach seiner Graduation wurde er als Leutnant in das Offizierskorps des US-Heeres aufgenommen. In der Armee durchlief er anschließend alle Offiziersränge vom Leutnant bis zum Zwei-Sterne-General.

## Militärische Laufbahn
In seinen jüngeren Jahren absolvierte er den für Offiziere in den niederen Rangstufen üblichen Dienst in verschiedenen Einheiten und Standorten. Am 1. Juli 1940 wurde er zum Oberstleutnant befördert. Damals gehörte er der Stabsabteilung für Planungen des Kriegsministeriums (War Plans Division, War Department General Staff) an. Im Jahr 1941 diente er im Stab des 12. Infanterieregiments. Nach dem amerikanischen Eintritt in den Zweiten Weltkrieg war Milton Halsey zwischen Dezember 1941 und Mai 1942 Stabschef der 29. Infanteriedivision, die damals umstrukturiert und auf einen Kampfeinsatz vorbereitet wurde.
Zwischen Mai 1942 und Januar 1944 gehörte er dem Stab der 44. Infanteriedivision an. Auch diese Division war damals noch nicht im Kriegseinsatz. Sie nahm an umfangreichen Manövern in den Vereinigten Staaten teil und wurde erst im September 1944, nach Halseys Zeit bei dieser Einheit, auf den europäischen Kriegsschauplatz verlegt. Nach seiner Zeit bei der 44. Infanteriedivision erhielt Milton Halsey als Nachfolger von Louis A. Craig das Kommando über die 97. Infanteriedivision das er zwischen Januar 1944 und September 1945 innehatte. Die Division wurde nach umfangreichen Trainingseinheiten in Texas und Kalifornien am 19. Februar 1945 nach Europa verschifft. Die Einheit hatte dabei eine Stärke von 14.600 Soldaten. Die Division war Teil der 3. Armee und kämpfte in Deutschland, wo sie Anfang April den Rhein bei Bonn überschritt und danach an den Kämpfen am Ruhrkessel teilnahm. Im April 1945 befreiten Soldaten der Division das KZ-Außenlager Helmbrechts. Im Juni 1945 wurde die 97. Infanteriedivision in die Vereinigten Staaten zurückverlegt. Danach wurde sie nach Japan verlegt, wo sie den dortigen amerikanischen Besatzungstruppen angehörte.
In den Monaten September und Oktober 1945 war Halsey Stabschef des ebenfalls in Japan stationierten XIV. Korps. Danach war er bis Juli 1946 Stabschef beim 1st Service Command, ehe er die gleiche Funktion beim IX. Korps, das damals ebenfalls in Japan ansässig war, ausübte. Gleichzeitig kommandierte er den Militärbezirk um Yokohama (Commanding General Yokohama Command). Anschließend war er bis Februar 1949 Stabschef der 8. Armee in Japan.
In den Jahren 1949 und 1950 leitete Milton Halsey die Stabsabteilung G3 (Operationen) der damaligen Army Field Forces. Seine letzte militärische Aufgabe war die des stellvertretenden Kommandeurs der 6. Armee deren Hauptquartier sich im Presidio bei San Francisco befand. Dieses Amt bekleidete er von 1951 bis 1953. Am 7. August 1953 schied Milton Halsey aus dem aktiven Militärdienst aus.

## Letzte Jahre
Der mit Kathryne Crandall (1903–1996) verheiratete Offizier starb am 24. Oktober 1990 in Kalifornien und wurde auf dem San Francisco National Cemetery beigesetzt.

## Orden und Auszeichnungen
Milton Halsey erhielt im Lauf seiner militärischen Laufbahn unter anderem die Army Distinguished Service Medal verliehen.